# Strange Way of Life
Strange Way of Life (engl. für „Der seltsame Weg des Lebens“, span. Titel: Extraña forma de vida) ist ein Kurzfilm von Pedro Almodóvar. Der queere Western mit Ethan Hawke und Pedro Pascal in den Hauptrollen feierte im Mai 2023 bei den Filmfestspielen in Cannes seine Premiere, wo er im Rahmen der Sélection Officielle gezeigt wurde, und kam kurz darauf in die spanischen Kinos. Der Kinostart in Deutschland erfolgte Mitte März 2024.

## Handlung
Der Rancher Silva reitet auf einem Pferd durch die Wüste. Er begibt sich nach Bitter Creek, um Sheriff Jake zu besuchen. 25 Jahre zuvor arbeiteten der Sheriff und Silva als Revolverhelden zusammen. Silva kommt unter dem Vorwand, seinen Jugendfreund zu treffen, und sie feiern ihr Wiedersehen.
Als sie Jungen gewesen waren, hätten Silva und Jake am liebsten zusammen auf einer Ranch gelebt und die Sonnenuntergänge genossen. Doch aus diesen Träumen wurde nichts. Sie gingen unterschiedliche Wege. Nach einem gemeinsamen Abendessen haben die beiden Männer, die nun in den Fünfzigern ihres Lebens sind, Sex. Als es Morgen wird, hat sich Jakes Verhalten merklich verändert. Er gesteht, dass er sich eigentlich auf der Suche nach einem jungen Mann befindet, einem Mörder, bei dem es sich möglicherweise um Silvas Sohn Joe handelt. Silva versucht Jake von der Suche abzubringen, doch der will um jeden Preis seinen Job machen. Der Konflikt spitzt sich zu, als Joe bei seinem Vater auftaucht.

## Produktion

### Filmstab und Filmtitel

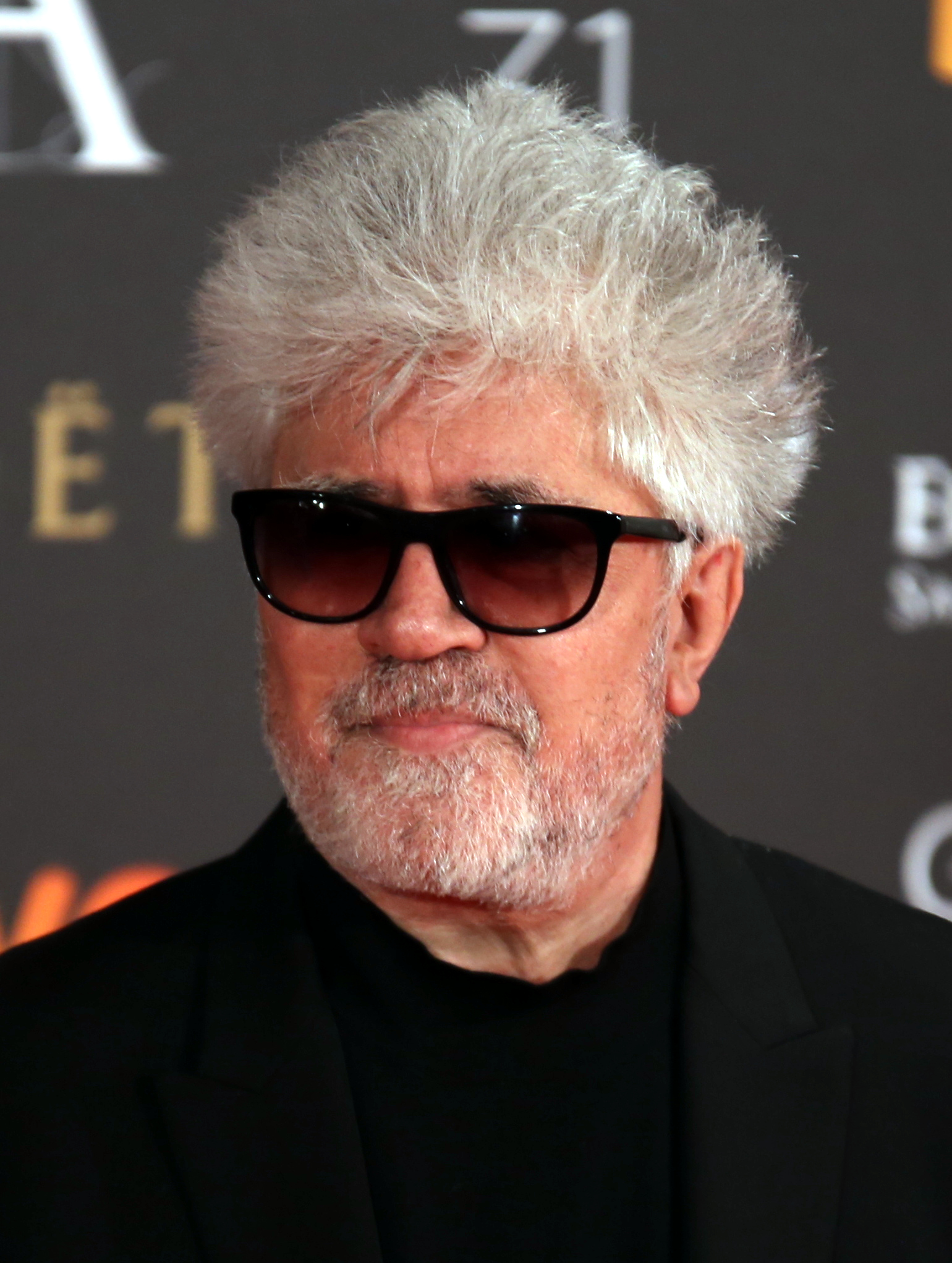
Regisseur Pedro Almodóvar

Regie führte Pedro Almodóvar, der auch das Drehbuch schrieb. Nach The Human Voice ist der Western die zweite Regiearbeit Almódovars in englischer Sprache. Strange Way of Life ist nach Aussagen des Regisseurs eine Anspielung auf die Lieder der berühmten portugiesischen Fadista Amália Rodrigues. Der Titel „Strange Way of Life“ bezieht sich auf einen Text, der besagt, dass „es keine seltsamere Existenz gibt, als wenn man sein Leben so lebt, indem man seinen eigenen Wünschen den Rücken kehrt“, so Almodóvar in einem Statement zum Film.
Der schwule Regisseur bezeichnete Strange Way of Life als seine „Antwort auf Brokeback Mountain“. 20 Jahre zuvor sollte Almodóvar bei diesem Film Regie führen, lehnte das jedoch ab, weil er nicht glaubte, die Beziehung der beiden Männer „animalisch“ genug darstellen zu können. Die Regie übernahm schließlich Ang Lee.

### Besetzung, Synchronisation und Kostüme
Ethan Hawke spielt den Sheriff Jake. Der Chilene Pedro Pascal spielt Silva, der ihn besucht. Jason Fernández und der portugiesische Schauspieler José Condessa spielen den jungen Jake und den jungen Silva. In weiteren Rollen zu sehen sind das Model George Steane als Silvas Sohn Joe, der Spanier Manu Ríos, der Marokkaner Pedro Casablanc und die Spanierin Sara Sálamo.
Frank Schaff leiht in der deutschen Fassung Hawke in der Rolle des Sheriff Jake	und Sascha Rotermund Pascal in der Rolle von Silva seine Stimme.
Die Kostüme stellte Anthony Vaccarello unter dem Produktionsbanner Saint Laurent zur Verfügung, so Silvas mintgrüne Jacke und rot-senffarben-kariertes Hemd.

### Dreharbeiten und Szenenbild

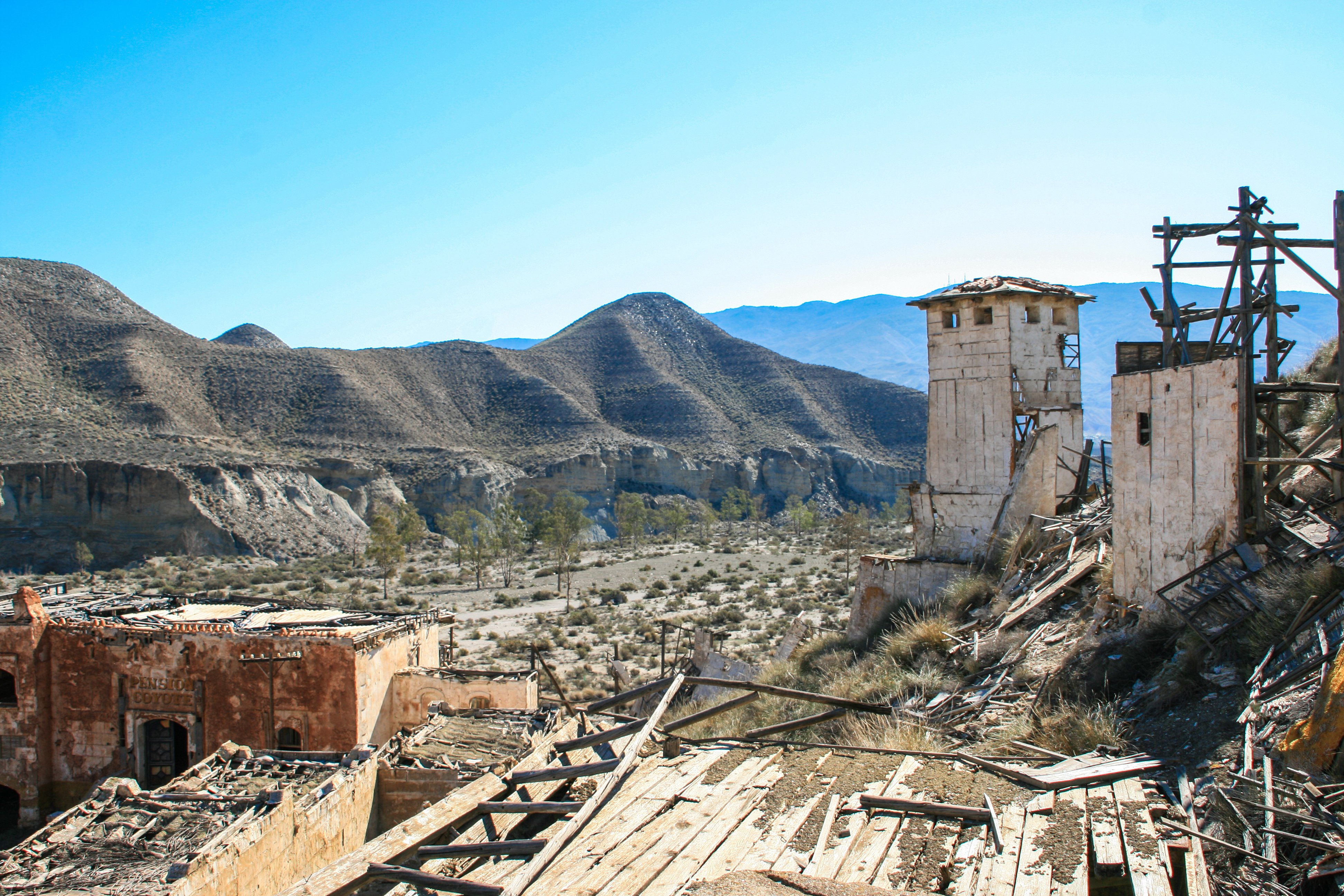
Gedreht wurde unter anderem im „Western Leone“ in der Wüste von Tabernas

Die Dreharbeiten fanden im Sommer 2022 in der Wüste von Tabernas in der südspanischen Provinz Almería in Andalusien statt, unter anderem im Kulissendorf „Western Leone“, wo nicht nur Sergio Leone Filme wie seine Meisterwerke Zwei glorreiche Halunken und Spiel mir das Lied vom Tod, sondern auch viele weitere Regisseure, darunter Steven Spielberg, Marijan David Vajda und John Milius, drehten. Als Kameramann fungierte José Luis Alcaine, mit dem Almodóvar bereits in allen seinen letzten Filme zusammenarbeitete.
Das Szenenbild im Design des frühen 20. Jahrhunderts schuf Goya-Preisträger Antxón Gómez, der zuletzt für Almodóvars Leid und Herrlichkeit und Parallele Mütter tätig war.

### Musik, Marketing und Veröffentlichung
Die Filmmusik komponierte Alberto Iglesias, mit dem Almodóvar ebenfalls bei den meisten seiner Filme zusammenarbeitete. Das Soundtrack-Album wurde Ende Mai 2023 von Quartet Records als Download veröffentlicht. Eine Veröffentlichung auf CD ist zu einem späteren Zeitpunkt geplant.
Der erste Trailer wurde im April 2023 veröffentlicht. Die Premiere des Films erfolgte am 17. Mai 2023 bei den Filmfestspielen in Cannes im Rahmen der Sélection Officielle. Der Indie-Streaminganbieter MUBI sicherte sich im Vorfeld die Rechte am Film. Am 26. Mai 2023 kam der Film in die spanischen Kinos. Ende August, Anfang September 2023 wurde er beim Telluride Film Festival gezeigt. Ende September und/oder im Oktober 2032 wurde Strange Way of Life beim New York Film Festival gezeigt und Ende Oktober 2023 beim Tokyo International Film Festival. Ende Oktober, Anfang November 2023 wurde er beim Brisbane International Film Festival gezeigt. Im November 2023 wurde der Film beim Zagreb Film Festival vorgestellt. Der Kinostart in Deutschland erfolgte am 14. März 2024, gemeinsam mit Almodóvars Kurzfilm The Human Voice.

## Rezeption

### Kritiken
Von den bei Rotten Tomatoes aufgeführten Kritiken sind 77 Prozent positiv bei einer durchschnittlichen Bewertung mit 7,1 von 10 möglichen Punkten.
David Rooney von The Hollywood Reporter schreibt, Strange Way of Life dauere zwar nur eine knappe halbe Stunde, biete aber mehr Gefühlstiefe und eindrucksvolle Atmosphäre, als es den meisten Regisseuren in einem langen Spielfilm gelinge. Die von Pedro Almodóvar geschriebene Geschichte sei schlicht, aber befriedigend, auch wenn sie Lust auf eine ausführlichere Bearbeitung mache. Das Zusammenspiel zwischen Ethan Hawke, der mit seinem Knurren und seiner Widerspenstigkeit sein Bestes gibt, und Pedro Pascal, der äußerst direkt ist und von unverschämt romantischer Sehnsucht strotzt, sei köstlich. Die letzten Zeilen darüber, was zwei Männer, die zusammen auf einer Ranch lebten, füreinander tun könnten, seien eine bewegende Bestätigung dafür, dass queere Liebe auch an den unwahrscheinlichsten Orten gedeihe. Wie immer bei Almodóvar sei der Film Balsam für die Sinne und von Kameramann José Luis Alcaine anmutig gedreht.

### Auszeichnungen
Im Rahmen seiner Aufführung beim Filmfestival von Cannes gelangte Strange Way of Life in die Auswahl für den Filmpreis Queer Palm. Im Rahmen der Oscarverleihung 2024 wurde Strange Way of Life in eine Shortlist der Kategorie Live-Action Short Film aufgenommen.